# Aeroportul Cooma – Snowy Mountains
Aeroportul Cooma – Snowy Mountains (IATA: OOM, ICAO: YCOM) este un aeroport din Cooma⁠(d), Noul Wales de Sud, Australia. Aeroportul a fost tranzitat în 2018 de 7.332 de pasageri. A fost numit după Munții Snowy.
Situat la o altitudine de 932 m, aeroportul dispune de o singură pistă.